# Agostino Casaroli
Agostino Casaroli (ur. 24 listopada 1914 w Castel San Giovanni, zm. 9 czerwca 1998 w Rzymie) – włoski duchowny katolicki, kardynał, sekretarz stanu Stolicy Apostolskiej.

## Życiorys
Casaroli urodził się w Castel San Giovanni (prowincja Piacenza). Został księdzem w 1937. W 1961 rozpoczął pracę w Sekretariacie Stanu miasta Watykanu za czasów papieża Jana XXIII. W 1979 papież Jan Paweł II ustanowił go nuncjuszem apostolskim do specjalnych poruczeń, a następnie sekretarzem stanu i przewodniczącym Administracji Dóbr Stolicy Apostolskiej. Brał udział w I pielgrzymce Jana Pawła II do Polski. Jako wysłannik Ojca Świętego kard. Casaroli przewodniczył mszy pogrzebowej Prymasa Polski kard. Stefana Wyszyńskiego, która miała miejsce 31 maja 1981 roku na Placu Zwycięstwa (obecnie plac marsz. Józefa Piłsudskiego) w Warszawie. Kardynał Casaroli był subdziekanem Kolegium Kardynalskiego od 1993 aż do śmierci w 1998. Był architektem nowej polityki wschodniej Watykanu wobec państw bloku komunistycznego. Dzięki temu zyskał przydomek „Kardynał Pieriestrojka”.
Odznaczony m.in. włoskim Orderem Annuncjaty.

## Film
W 2005, w filmie Jan Paweł II w reżyserii Johna Kenta Harrisona, w rolę kardynała Agostino Casaroliego wcielił się Ben Gazzara.